# 公益时报
《公益时报》是由中华人民共和国民政部主管，中国社会工作协会主办的一家报纸。该报纸是中国基金会管理信息披露指定媒体，也是中国福利彩票发行管理中心指定媒体。
该报目前在中华人民共和国全国一半以上省市实行同步印刷，每期平均发行量为30余万份，并直送中南海。该报的发行网络“覆盖全国民政系统、国务院及中直机关、知名企业、民间组织及公益机构、科研院所及大专院校、全国彩票发行管理机构及投注站、全国殡葬管理机构及殡仪服务机构和企业、各地报刊亭。”
自2004年起，《公益时报》每年举办中国慈善排行榜。《公益时报》旗下有《公益时报》新闻周刊、《中华彩票》专刊、《中国殡葬》周刊。
公益时报网是依托于《公益时报》建设的网站。该网站于2009年4月实现第一次改版，2011年1月1日完成第二次改版并正式上线。